# Лапшина, Полина Андреевна
Полина Андреевна Лапшина (род. 14 ноября 1995 года) — российская пловчиха, чемпионка и призёр чемпионатов России, мастер спорта России международного класса.

## Карьера
Представляет Свердловскую область. Тренируется в СДЮСШОР «Юность».
Завоевала четыре серебряные медали на чемпионате России по плаванию в Волгограде (17-21 ноября 2012 года). Получила право представлять Россию на чемпионате мира по плаванию на короткой воде в Стамбуле (Турция, 12-16 декабря 2012 года). На чемпионате мира не вошла в десятку.
Завоевала пять медалей (золотую, две серебряных и две бронзовых) на чемпионате страны по плаванию, который проходил с 8 по 12 ноября 2014 года в Казани. После чемпионата России в Казани Полина Лапшина оказалась в 20-ке сильнейших пловчих России. Команда Свердловской области оказалась на третьем месте в общем медальном зачете.
На Универсиаде-2015 завоевала бронзу в эстафете 4×100 метров.
На Универсиаде-2017 завоевала серебро в эстафете 4×100 метров.
Студентка Уральского государственного горного университета.